# John McCormack (bokser)
John McCormack (ur. 9 stycznia 1935 w Glasgow, zm. 23 maja 2014 w Paisley) – były brytyjski bokser kategorii lekkopółśredniej, brązowy medalista letnich igrzysk olimpijskich w Melbourne.